# 罗谢杜-迪米纳斯
罗谢杜－迪米纳斯是巴西米纳斯吉拉斯州的一个市镇。总面积79.55平方公里，总人口2036人，人口密度25.6人/平方公里。